# Carlos de Lecea
Carlos de Lecea y García (Segovia, 17 de febrero de 1835-Segovia, 11 de noviembre de 1926) fue un abogado, historiador y publicista español.

## Biografía

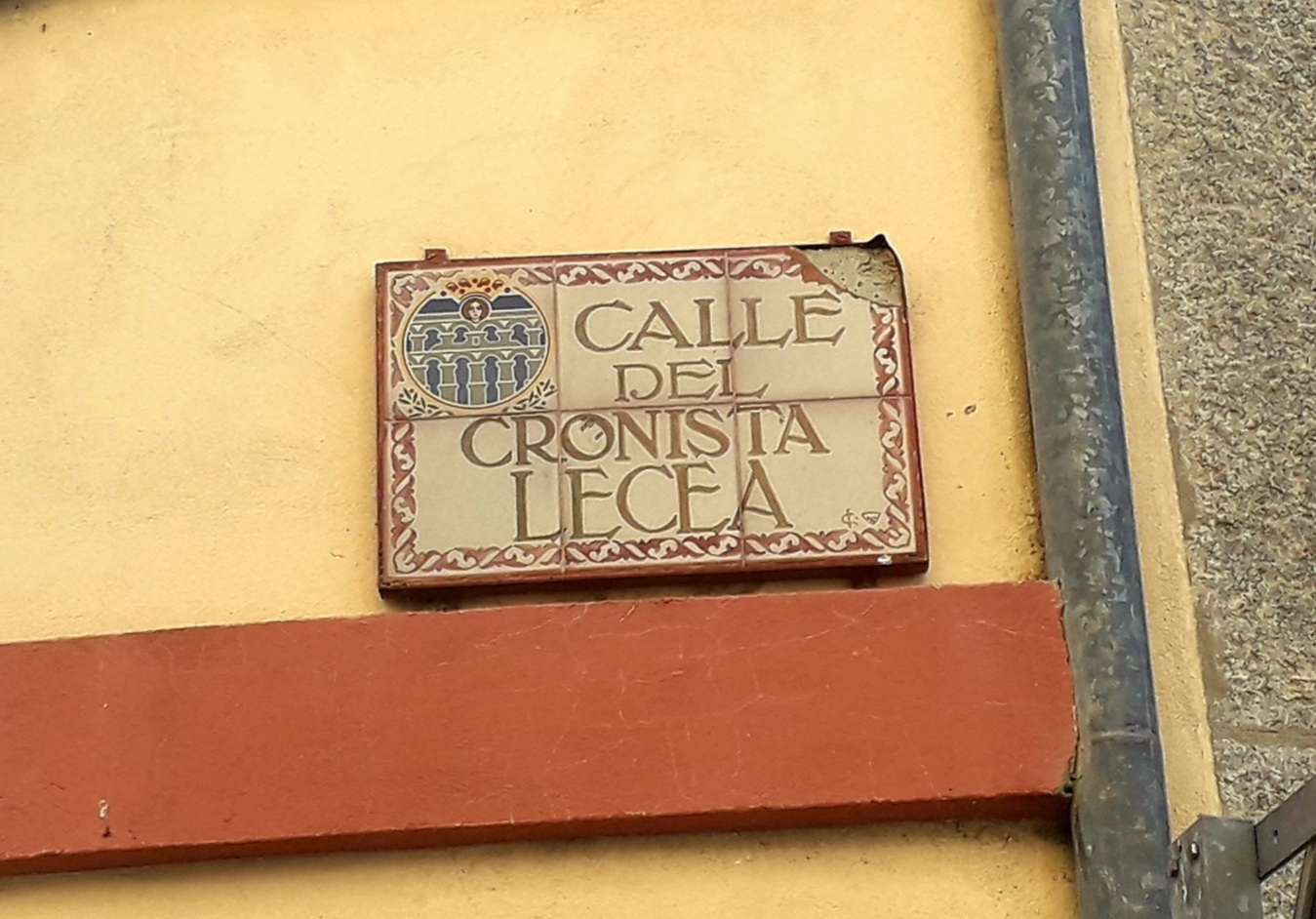
Calle en su honor en Segovia, que desemboca en la Plaza Mayor

Era hijo de Juan Luis de Lecea y Azpíroz, natural de Alsasua (Navarra), y de la segoviana Tomasa García Ruíz de Álvaro. Estudió Derecho en la Universidad Central de Madrid, licenciándose en 1858. Ejerció su carrera de letrado en la capital de España como secretario de la Academia Matritense de Jurisprudencia y Legislación. Posteriormente se trasladó a Segovia, donde fue asesor del juzgado privativo del Arma de Artillería.
Tras la revolución de 1868, presidió la Junta católico monárquica de Segovia. En abril de 1869 dirigió el periódico carlista El amigo verdadero del Pueblo ante la muerte del fundador del mismo, el párroco Félix Lázaro García. Fue detenido al estallar la Guerra Carlista de 1872 y se exilió después en Francia durante cuatro años. Al regresar a España estuvo confinado en su casa de Otero de Herreros durante algún tiempo.
En 1891 fue elegido diputado a Cortes por Segovia por el partido conservador y promovió junto al conde de Sepúlveda la llegada del ferrocarril a la provincia de Segovia. Por consejo de Antonio Cánovas del Castillo publicó su primer libro, El Alcázar de Segovia. En 1893 publicó el erudito libro Estudio histórico acerca de la fabricación de la moneda en Segovia, y el bosquejo histórico biográfico El licenciado Sebastián de Peralta, destacada obra literaria. Pero la obra capital de Lecea en esta época fue su monumental estudio histórico-legal titulado La Comunidad y tierra de Segovia, en el que hizo una revisión completa de derechos y desentrañó todos los fundamentos de aquellas instituciones. Publicó después numerosas obras, estudios, memorias, folletos y una enorme cantidad de artículos periodísticos.
A pesar su recurrente defensa de los bienes y propiedades de la Comunidad de Ciudad y Tierra de Segovia hizo todo lo contrario a sus alegatos públicos y se apropió durante las desamortizaciones de gran parte de estas inmemoriales propiedades de uso comunal en Otero de Herreros directamente y mediante testaferros causando gran daño a sus vecinos y el concejo local, legando además a sus herederos estas propiedades, la mayoría a día de hoy sin devolver.
Lecea era académico correspondiente de la Real Academia de la Historia y cronista de Segovia. Fue catedrático y presidente de la comisión de Monumentos. El papa León XII le condecoró por sus escritos religiosos y en 1901 fue también agraciado por el gobierno de España con la gran cruz de Isabel la Católica.  Cuando acababa de cumplir los ochenta años en el año 1915, se le tributó en Segovia un gran homenaje, acerca del cual se publicó un libro. El escultor Aniceto Marinas modeló una medalla conmemorativa. A su memoria se le dedicó en Segovia una calle y el Colegio Público Carlos de Lecea. Fue abuelo del académico y musicólogo Carlos Romero de Lecea.

## Obras principales
- El Alcázar de Segovia, su pasado, su presente, su destino mejor (1891)
- Estudio histórico acerca de la fabricación de la moneda en Segovia desde los celtíberos hasta nuestros días (1893)
- El licenciado Sebastián de Peralta, bosquejo histórico-biográfico (1893)
- La Comunidad y Tierra de Segovia, estudio histórico-legal acerca de su origen, extensión, propiedades y derechos (1896)
- La Cueva de Santo Domingo de Guzmán (1895)
- Apuntes para la historia jurídica de Segovia (1897)
- Recuerdos de la antigua industria segoviana (1897)
- La iglesia del Corpus Christi, antigua sinagoga (1895)
- Relación histórica de los principales Comuneros segovianos (1906)
- Monografías segovianas
- Álvar Fáñez, vindicación histórica (1907)
- Los templos antiguos de Segovia (1912)
- Miscelánea biográfico-literaria y variedades segovianas (1915)
- Crónica de la Coronación de Nuestra Señora de la Fuencisla (1916)
- Fundaciones religiosas de Segovia (1917)